# Najlepsi pod słońcem
Najlepsi pod słońcem – singel polskich raperów Chivasa i Szpaku, promujący album studyjny, zatytułowany Nauczyłem się przeklinać. Singel został wydany 12 sierpnia 2020.
Nagranie otrzymało w Polsce status platynowego singla, przekraczając liczbę 50 tysięcy sprzedanych kopii.

## Geneza utworu i historia wydania
Utwór napisali i skomponowali Krystian Gierakowski oraz Mateusz Szpakowski.
Singel ukazał się w formacie digital download 12 sierpnia 2020 w Polsce. Kompozycja została umieszczona na debiutanckim albumie studyjnym Chivasa – Nauczyłem się przeklinać.

## Teledysk
Do utworu powstał teledysk, który udostępniono w dniu premiery singla za pośrednictwem serwisu YouTube.

## Lista utworów
- Digital download[6]

1. „Najlepsi pod słońcem” – 3:04

## Certyfikaty
| Kraj          | Certyfikat      | Sprzedaż |
| ------------- | --------------- | -------- |
| Polska (ZPAV) | platynowa płyta | 50 000+  |